# 滕夫莱克
滕夫莱克，是西班牙卡斯蒂利亚-拉曼恰托莱多省的一个市镇。总面积223平方公里，总人口2165人（2001年），人口密度10人/平方公里。